# The Iron Man: A Musical
The Iron Man: A Musical è un album pubblicato nel 1989, adattamento della storia di Ted Hughes The Iron Man, prodotto, composto ed eseguito da Pete Townshend degli Who. L'album ospita anche Roger Daltrey, Deborah Conway, John Lee Hooker e Nina Simone.
I tre componenti superstiti degli Who (Daltrey, John Entwistle e Townshend) eseguono come gruppo due pezzi dell'album, Dig e Fire.
A Friend is a Friend e I Won't Run Anymore vennero pubblicate come singoli; Fire venne inoltre pubblicata come promo negli Stati Uniti.

## Personaggi
- Hogarth: Pete Townshend
- The Vixen: Deborah Conway
- The Iron Man: John Lee Hooker
- The Space Dragon: Nina Simone
- Hogarth's Father: Roger Daltrey
- The Crow: Chyna
- The Jay: Nicola Emmanuel
- The Frog: Billy Nicholls
- The Owl: Simon Townshend
- The Badger: Cleveland Watkiss

## Tracce
Tutte le tracce sono scritte da Pete Townshend eccetto ove indicato. 
1. I Won't Run Anymore - 4:51 voce di Pete Townshend e Deborah Conway
2. Over the Top - 3:31 voce di John Lee Hooker
3. Man Machines - 0:42 voce di Simon Townshend
4. Dig - 4:07 voce dei The Who
5. A Friend is a Friend - 4:44 voce di Pete Townshend
6. I Eat Heavy Metal - 4:01 voce di John Lee Hooker
7. All Shall Be Well - 4:02 voce di Pete Townshend con Deborah Conway e Chyna
8. Was There Life - 4:19 voce di Pete Townshend
9. Fast Food - 4:26 voce di Nina Simone
10. A Fool Says - 2:51 voce di Pete Townshend
11. Fire (Arthur Brown, Vincent Crane, Mike Finesilver, Peter Ker) - 3:47 voce dei The Who
12. New Life/Reprise - 6:00 voce di Chyna con Pete Townshend e Nicola Emmanuel

### Bonus track della versione 2006 U.S. Hip-O Records
1. Dig (Simon Townshend vocal version) - 4:09
2. Man Machines (long version) - 4:34
3. I Eat Heavy Metal (demo) - 4:04

### Bonus track della versione 2006 Japanese Imperial
1. A Friend is a Friend (live at the Fillmore West, 1996)
2. All Shall Be Well (live at the Fillmore West, 1996)

## Tracce non inserite nell'album
1. Real World (strumentale pubblicato in 12" e CD singolo in A Friend is a Friend, un diverso mix si trova in Scoop 3 del 2001)
2. Penny Drop (Timothy White Radio Show; copie promo dell'intervista vennero stampate su vinile dalla DIR Broadcasting)
3. Dig (demo pubblicato nel CD singolo UK del 1989 I Won't Run Anymore)
4. Iron Man Recitative, Can You Really Dance? e Man and Machines (demo) si trovano in Scoop 3 del 2001
5. Dig (versione dal vivo presente nell'album degli Who del 1989 Join Together)